# 本体语言
在计算机科学和人工智能领域，本体语言（ontology language、又称为本体论语言）是指用于构建本体的形式语言。此类语言允许对有关特定领域的知识加以编码，且常常还包括为处理这些知识提供支持的推理规则。本体语言通常为声明式语言（又称为表述型语言、说明性语言），几乎总是属于框架语言的泛化形式，且一般都基于一阶逻辑或描述逻辑。

## 分类

### 按语法分类

#### 传统语法本体语言
- CycL
- DOGMA（字面意思为“建立基于本体的方法和应用”）
- F-Logic（框架逻辑，F-逻辑）
- KIF（知识交换格式）
  - 基于KIF的Ontolingua
- KL-ONE
- KM编程语言：有一階邏輯的語意，也有包括依描述選擇、合一、分類、理解等機械推理，源自Theo語言及KRL程式語言，是用Lisp實現。
- LOOM
- OCML（操作型概念建模语言）
- 开放知识库连接（Open Knowledge Base Connectivity，开放知识库连接）
- PLIB（字面意思为“部件库“）
- RACER系统（推理机）

#### 标记本体语言
此类语言采用某种标记方案来编码知识，且最为常用的标记语言是XML。
- DAML+OIL
- OIL（Ontology Inference Layer或者Ontology Interchange Language，OIL，本体推理层或者本体交换语言）
- 网络本体语言（OWL，Web Ontology Language）
- 资源描述框架（RDF，Resource Description Framework）
- RDF模式
- SHOE

### 按结构分类

#### 基于框架的本体语言
F-Logic、OKBC和KM编程语言属于是完全或者部分基于框架的语言。

#### 基于描述逻辑的本体语言
描述逻辑提供了对于框架语言的一种扩展，但同时其变动幅度又没有大到跃迁至一阶逻辑以及支持任意的谓词。此类语言的例子包括KL-ONE、RACER系统和OWL。
Gellish即是综合性本体语言的例子，同时又属于是基于描述逻辑的本体。除了别的之外，Gellish尤其区分下列关系类型之间的语义差别：
- 概念（类）之间关系的关系类型
- 个体之间关系的关系类型
- 个体与类之间关系的关系类型

同时，Gellish之中还包含用于表达查询以及交际意图的构造。

#### 基于一阶逻辑的本体语言
CycL和KIF属于是支持一阶逻辑表达式的语言，尤其是允许通用谓词（general predicates）。

## 参閲
- 人工语言
  - 形式语言
- 本体
  - 本体工程
- 正規概念分析法
- 一阶逻辑
- 描述逻辑
- 知识表达
- 晶格
- 域理论
- 伽罗瓦连接